# Písekit
Písekit ((YCeCaAsFeU)(NbTiTa)(O,OH)4) je nerost, který může vykazovat zvýšenou radioaktivitu. Písekit byl poprvé popsán v roce 1923 profesorem Augustem Krejčím. Tvoří sloupcovité krystaly a paprsčité shluky, je žlutozelený, hnědočerný, mastně lesklý. Doprovází monazit a xenotim v pegmatitech v Písku a Údraži. Nazván podle původní lokality.